# 精神病理学
精神病理学（せいしんびょうりがく、英: psychopathology 独: Psychopathologie）とは、主として精神疾患の精神症状を記述・分類して、その機構を明らかにし、その経過を究明する学問である。精神疾患の心理的側面を明らかにするのが目的で、異常心理学、病跡学とも関係が深い。精神医学の基礎領域。
精神症状の記述、命名、分類を行って精神疾患の疾病分類に寄与する記述的精神病理学と、症状内容や患者の内的心理を考察する力動的、あるいは人間学的精神病理学に分かれる。

## ４つのD
異常を定義するときの4つのDは下記の通り。

### 逸脱(deviance)
この用語は、特定の思想、行動、感情が社会で受け入れられない、または一般的でない場合、逸脱しているとみなされるという考えを表す。ただし、臨床医は、マイノリティグループが他のグループとの共通点がない可能性があるという理由だけで、必ずしも逸脱しているとはみなされないことを覚えておく必要がある。したがって、個人の行動が、所属する文化によって容認できないとみなされた場合、その行動を逸脱または異常と定義する。ただし、多くの精神障害では逸脱のパターンとパターンとの間に関係があるため、鑑別診断モデルで評価する必要がある。

### 苦悩(distress)
この用語は、精神障害を持つ個人による否定的な感情を表す。彼らは自分たちの病気について深く悩み、影響を受けていると感じているのかもしれない。ある状況を体験している人が動揺している場合、その体験をした個人またはその周囲の人に苦悩を引き起こす行動および感情は異常であるとみなされる。苦悩は、機能障害に関連するが、個人の生活の中で機能障害を正確に認識するために有用と評価することもできる。しかし、苦悩と機能障害は常に関連しているわけではない。というのは、極めて機能不全となっているが、同時に最小限のストレスしか経験していないという症例もある。苦悩の重要な特徴は、機能障害でなく、抱えている問題によって個人が感じるストレスには限界があるという点にある。

### 機能不全(disfunction)
この用語は、朝、仕事に行くときの準備とか自動車の運転など、通常の日常を営む機能を実行する個人の能力を損なう不適応行動を含む。この不適応行動は、診断するのに十分に大きな問題でなければなりません。個人の生活体験全般で機能障害を探すことに注意する。というのは、はっきりと観察できる領域で機能障害が現れることもある一方、分かりづらい領域で機能障害が現れる可能性もある。このような不適応行動は、個人が正常に健康的に生活することを妨げる。ただし、機能不全の行動は必ずしも精神障害によって引き起こされるわけではなく、ハンガーストライキのように自発的な場合もある。

### 危険(danger)
この用語には、個人または周囲の他の人に向けられた危険または暴力的な行動が含まれる。危険には2つの重要な特徴があるが、これらは、自己への危険と他人への危険である。個々の診断にいくらかの危険があり、これらの診断における危険の重症度に連続性がある場合、危険という診断に大きな脆弱性がある。精神障害を示唆する可能性のある危険な行動の例として、自殺に関する行動があげられる。個人またはその周囲の人に潜在的に有害な行動や感情は異常とみなされる。